# Черноватый стахирис
Черноватый стахирис (лат. Zosterornis nigrorum) — вид воробьиных птиц из семейства белоглазковых (Zosteropidae).
Естественной средой обитания черноватого стахириса являются влажные субтропические и тропические горные леса.
Эндемик острова Негрос (Филиппины). Угрозу для вида представляет перспектива утраты мест обитания. МСОП присвоил ему охранный статус «Вымирающие виды» (EN).